# Rosenhang (Kassel)

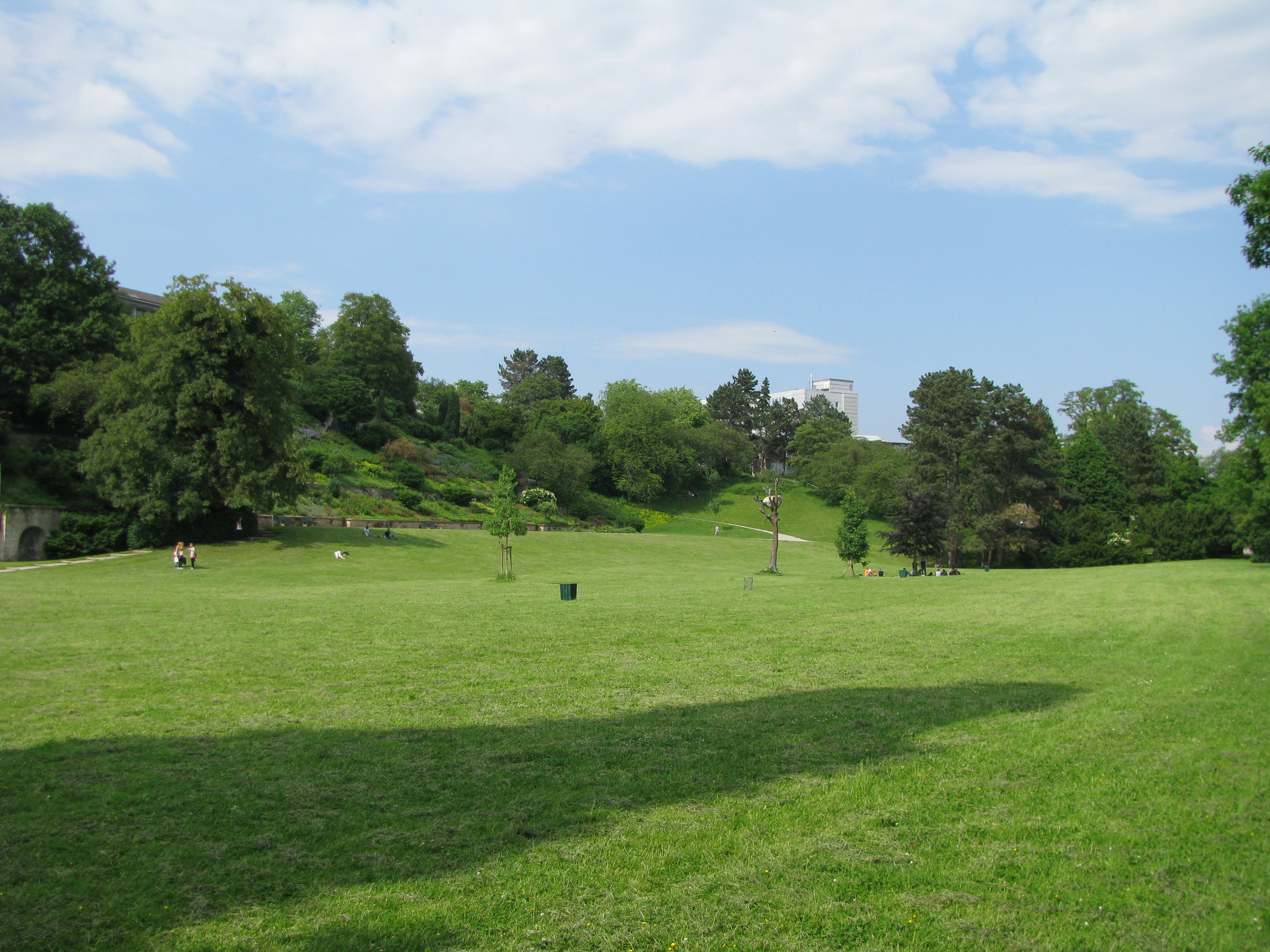
Rosenhang – Hang links der Bildmitte

Der Rosenhang in Kassel ist ein Relikt der Bundesgartenschau 1955.

## Geografische Lage
Der Rosenhang ist die nordwestliche Begrenzung der Karlsaue zur Schönen Aussicht und zum Friedrichsplatz hin.

## Geschichte
Im Zweiten Weltkrieg war die Kasseler Innenstadt zu 70 % zerstört und aus Mangel an Transportmitteln wurde ein großer Teil des innerstädtischen Kriegsschutts über die Hangkante in die etwa 30 m tiefer gelegene Karlsaue gekippt, etwa 2 Millionen m³.
Ein inhaltlicher Schwerpunkt der Bundesgartenschau 1955 war es, der Stadt Kassel einen Anschub bei ihrem nur schleppend vorangehenden Wiederaufbau zu geben. So wurde unter anderem auf dem „Trümmerhang“ in mehreren Ebenen ein Rosengarten in zeitgenössischen, eckigen Formen mit einer mediterranen Vegetation angelegt. Der Rosengarten wurde zu einer großen Attraktion der Bundesgartenschau, was auch zur Umbenennung des Geländes in „Rosenhang“ führte. Die Anlage wurde so beliebt, dass sie – entgegen der ursprünglichen Planung – nicht aufgegeben, sondern dauerhaft erhalten wurde. Um denkmalpflegerische Bedenken des damaligen Landeskonservators, Karl Nothnagel, auszuräumen wurde zwischen dem Land Hessen und der Stadt vertraglich vereinbart, alle Einbauten im historischen Park der Karlsaue nach dem Ende der Ausstellung wieder zu entfernen.

## Gestaltung

### BUGA 55
Aufwändig war, den Hang gegen Abrutschen zu sichern. Bis zu 6 m hohe Stützmauern aus Naturstein wurden dafür errichtet. Als Ausgangsmaterial diente dafür ebenfalls Trümmerschutt.
Der Hang ist durch waagrechte Terrassen und Wege gegliedert. Gegeneinander versetzte Treppen ermöglichen es Fußgängern, von einer Ebene zur nächsten zu gelangen.
Südlicher Anschluss an den Rosenhang war die „Rosenterrasse“ mit geschwungenen und mit Naturstein belegten Wegen. Neben Rosen wurden hier Stauden, Ziersträucher (Weichselkirsche, Felsenbirne, Zaubernuss) und Laubbäume (Ulme, Akazien, Buche, Eiche, Ahorn, Kastanien, Gleditschie, Ölbäume) gepflanzt, die zu einem Laubwald heranwachsen sollten.
Die ursprüngliche gärtnerische Konzeption des Hanges scheiterte langfristig, weil Rosen und Stauden den hohen Temperaturen, die der Hang im Sommer aufwies, nicht gewachsen waren. Nur die Gehölze hielten Stand.

### BUGA 81
Im Vorfeld der BUGA 1981 wurde ab 1976 untersucht, wie mit dem Rosenhang verfahren werden sollte. Die meisten Rosen der Pflanzungen zur BUGA 55 waren eingegangen, die Vegetation verwildert, Wege für den öffentlichen Verkehr gesperrt, Stützmauern drohten nachzugeben. Für die BUGA 81 wurde der Hang deshalb statisch gesichert und auf anspruchslose Ruderalvegetation (Verbascum, Margerite, Klatschmohn) gesetzt. Aufgrund einer Mittelkürzung konnten die Stauden erst sehr spät gepflanzt werden. Viele gingen ein, weil ihnen die Zeit für die Anpassung fehlte.
Nach der BUGA 81 wurde nur noch ein Teil der Anlage für etwa 10 Jahre gepflegt. Im Übrigen verbuschte sie. In den 1990er Jahren versuchte die Staatlichen Schlösser und Gärten Hessen das Versäumte wieder aufzuarbeiten.

## Café am Rosenhang
Im oberen Bereich des Hanges entstand zur BUGA 55 das Café am Rosenhang, ein weit über die Bundesgartenschau hinaus beliebter Treffpunkt. Architekt des in typischer Leichtbauweise der 1950er Jahre entworfenen Gebäudes aus Holz mit wandhohen Fenstern und doppelstöckiger Dachterrasse war der Chefplaner der Bundesgartenschau 1955, Hermann Mattern. Von hier bot sich ein weiter Blick über die Gartenschau und die Fuldaaue.